# Pelea de carneros

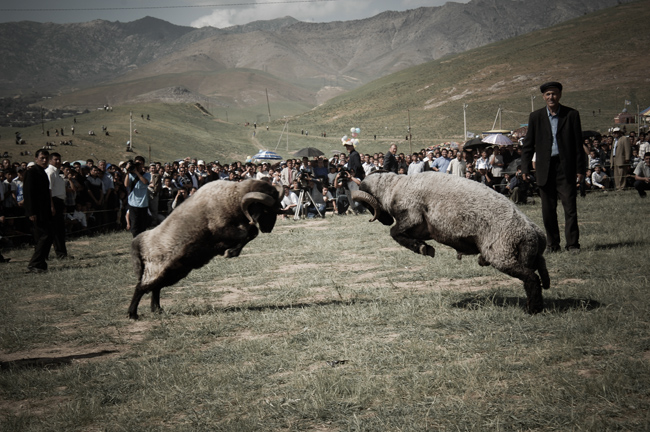
Pelea de carneros en Shahrisabz, Uzbekistán.

La pelea de carneros es una lucha entre dos carneros — oveja macho de gran cornamenta— que se celebra en un ruedo o campo abierto. Es común entre criadores de ovejas o cabras en algunos lugares de África, Asia y Europa. Aunque se califica como un deporte sangriento y un acto de crueldad animal, las peleas de carneros rara vez resultan en la muerte del carnero derrotado, ya que al perdedor se le permite huir de la arena.

## Historia
En la naturaleza, las peleas de carneros suceden naturalmente para establecer la jerarquía de dominio: una competencia por el estatus de macho alfa embistiendo sus cabezas. Tradicionalmente, la agresividad masculina no es una cualidad deseable entre los ganaderos ovinos, ya que los ganaderos prefieren ovejas dóciles y eliminan a las agresivas mediante una serie de cruces selectivos. Esta ha sido la principal práctica de domesticación de ovejas a lo largo del tiempo. Sin embargo, los ganaderos y pastores tradicionalmente pueden tomar las peleas de carneros como un pasatiempo o entretenimiento ocasional, y ven este comportamiento como un signo de virilidad y salud.
En algunas culturas se ha convertido en un juego o deporte,  incluso en un pasatiempo nacional que a veces implica apuestas. Hoy en día, en algunos países, se están realizando esfuerzos para generalizar las luchas regulando las reglas y garantizando la imparcialidad y el bienestar de los carneros de pelea. En Uzbekistán, las luchas de carneros se celebran como parte del Asrlar Sadosi. En Java Occidental, Indonesia, las peleas de carneros se celebran como entretenimiento y ritual popular. Se asocian con la ciudad de Garut, cerca de Bandung. En Nigeria, los dueños de los carneros participantes han invertido grandes cantidades en entrenarlos desde jóvenes exclusivamente para competiciones.